# Даукша, Леон Францевич
Лео́н Фра́нцевич (Лев, Леон-Франци́ск) Да́укша (1866, Вильна — 1917, Москва) — русский архитектор, мастер московского модерна.

## Биография
Родился 19 июня 1866 года в Вильно; потомственный дворянин. С 1879 по 1887 годы учился в Рижском Политехникуме, окончив его с дипломами инженера-механика и инженера-технолога. В 1888 году поступил Московское училище живописи, ваяния и зодчества, которое окончил в 1893 году с малой и большой серебряными медалями за конкурсный проект пожарной каланчи и званием классного художника архитектуры. С 1895 года состоял участковым архитектором Московской городской управы, ведая двумя Серпуховскими и одним Якиманским участками. В 1905—1908 годах являлся инженером-техником Дамского попечительства о бедных, состоял членом Строительного отдела Московской городской управы. Даукша являлся одним из самых широких специалистов в Москве того времени: имел дипломы инженера-механика, инженера-технолога и звание архитектора-художника. Член Московского архитектурного общества.
Работал помощником архитекторов А. П. Попова, А. Е. Вебера, А. С. Каминского, И. И. Митина, В. Н. Карнеева, А. В. Красильникова. Состоял сотрудником и казначеем Всероссийского Союза городов помощи больным и раненым воинам. Жил в Аптекарском переулке, 4.
Умер в Москве 19 сентября 1917 года.

## Постройки
- Часовня Иконы Божией Матери Всех Скорбящих Радость (в имении Гарелина) (1895, д. Беляницы Ивановского района Ивановской области)[6][3];
- Церковь (1895, Ивашкино Холм-Жирковского района Смоленской области)[7];
- Дома во владении Г. К. Горбунова (1897, Москва, Улица Девятая Рота);
- Особняк наследников Яни Панайот[8] (1903, Москва, Денисовский переулок, 34);
- Перестройка фабричных корпусов для Ермаковского отделения Работного дома (1905, Москва, Колодезный переулок, 3);
- Дом крестьянина А. Л. Васильева с фотоателье в верхнем этаже (1909—1910, Москва, Столешников переулок, 16), снесён в 1997 году, приблизительно воссоздан в 1998 году;
- Богадельня при Покровской общине сестёр милосердия (1900-е, Москва, Бакунинская улица, 81, во дворе);
- Театр (1911, Малаховка), сгорел в 1999 году;
- Перестройка дома под театр (1911, Москва, Мамоновский переулок, 10);
- Ограда Собора Непорочного Зачатия Пресвятой Девы Марии (1911, Москва, Малая Грузинская улица, 27);
- Здание скульптурной мастерской во владении В. И. Чернопятова (1916, Москва, Брюсов переулок, 2/1);
- Дачи и жилые дома в Подмосковье[3].